# Agesilao Milano
Pour les articles homonymes, voir Milano.
Agesilao Milano (12 juillet 1830, San Benedetto Ullano - 13 décembre 1856, Naples) est un militaire italien de tendance politique mazziniste. Il est responsable d'une tentative d'assassinat du roi Ferdinand II des Deux-Siciles le 8 décembre 1856 dans un contexte tendu précédant l'expédition des Mille.

## Biographie

### Jeunesse
Agesilao Milano nait dans une famille d'origine arbëresh. Il est le fils de Benedetto Milano et de Maddalena Russo. Son père, adhérant au carbonarisme, passa une période de sa vie enfermé dans la prison de Caulonia à cause de ses idées libérales. Il reçoit ses premières leçons de son oncle Domenico, prêtre, avant de partir étudier à Cosenza au collège de San Demetrio Corone. Il entre ensuite dans l'armée royale, principalement pour pouvoir subvenir aux besoins de sa famille.
Déçu par le gouvernement, il adhère rapidement aux mouvements sociaux des mazziniens en participant aux révoltes de 1848 en Calabre. Il est arrêté et condamné à la prison à vie, mais il est finalement amnistié et libéré en 1852. Après une courte période pendant laquelle il espère embrasser une carrière ecclésiastique, toujours pour des motifs économiques, il est de nouveau arrêté, car il est soupçonné de complot contre la couronne lors de la visite du roi Ferdinand II des Deux-Siciles à Cosenza, mais il est finalement libéré à nouveau.

### L'attentat et la pendaison
Le 8 décembre 1856, jour de l'Immaculée Conception, le roi Ferdinand II des Deux-Siciles assiste avec sa famille, les hauts fonctionnaires du gouvernement et de nombreux nobles à une messe dans la ville de Naples. Il défile ensuite à cheval, suivi par 25 000 soldats sur les Champs de Mars. Agesilao Milano, qui se trouve parmi les soldats qui défilent, sort alors de son bataillon et se jette sur le roi mais n'a pas le temps de charger son fusil, il ne peut que lui donner un coup de baïonnette qui s'enfonce profondément dans sa chair. Il est alors arrêté par le colonel Francesco de La Tour.
Agesilao est soumis à une cruelle torture pendant 6 heures et il est ensuite emmené à son procès le 12 décembre, défendu par l'avocat Giocondo Barbatelli, où il est condamné à la peine de mort. Le 13, il est pendu sur la Piazza del Mercato et son corps est jeté dans la fosse commune du cimetière attenant l'église du Carmine.

### Conséquences
Le roi Ferdinand II des Deux-Siciles reste profondément marqué par la tentative d'assassinat dont il a été victime. Il vit alors dans la peur que la pointe de la baïonnette ait été infectée par un poison à retardement, ce qui contribue à aggraver son état mental et conduira à sa mort trois ans plus tard. Réprouvée par les membres de la Maison de Bourbon et les monarchistes, l'acte d'Agesilao Milano est acclamée par Carlo Pisacane ainsi que par Giuseppe Garibaldi, considéré comme le père de l'Italie moderne.

### Crédits de traduction
- (it) Cet article est partiellement ou en totalité issu de l’article de Wikipédia en italien intitulé « Agesilao Milano » (voir la liste des auteurs).